# Paul Létourneau
Paul Létourneau (* 21. Oktober 1916 in Québec (Stadt); † 15. Februar 2001) war ein kanadischer Cellist und Musikpädagoge.

## Leben
Der Sohn des Organisten und Komponisten Omer Létourneau studierte Cello bei Pierre Marchand und Henri Talbot in Québec und bei Jean Belland in Montreal. Er setzte seine Ausbildung von 1938 bis 1940 bei Willem Willeke an der Juilliard School und von 1942 bis 1944 am Royal Conservatory of Music in Montreal bei Leo Smith und Zara Nelsova fort und unterrichtete ab 1945 am Conservatoire de musique du Québec. 
Mehr als zehn Jahre lang war Létourneau Cellist im Orchestre Symphonique de Québec. Daneben trat er als Solist im Radioprogramm der CBC auf. Sein Bruder Jean Létourneau schlug eine Laufbahn als Sänger und Hornist ein, sein Bruder Claude Létourneau wurde Geiger.